# Menephilus
Menephilus är ett släkte av skalbaggar som beskrevs av Étienne Mulsant 1854. Menephilus ingår i familjen svartbaggar.
Släktet innehåller bara arten Menephilus cylindricus.